# Daniel Jesús Trujillo Suárez
Daniel Jesús Trujillo Suárez (Santa Cruz de Tenerife, Tenerife, España, 15 de enero de 1983) es un árbitro VAR de fútbol español de la Primera División de España. Pertenece al Comité de Árbitros de Tenerife.

## Trayectoria
Tras siete temporadas en Segunda División, donde dirigió 105 partidos, consigue el ascenso a Primera División de España junto al colegiado andaluz José Luis Munuera Montero y al colegiado riojano Daniel Ocón Arráiz.
Debutó el 11 de septiembre de 2016 en Primera División en un Granada Club de Fútbol contra el Sociedad Deportiva Eibar (1-2).
Tras solo dos temporadas en la Primera División de España, desciende a la Segunda División de España en la temporada 2017-18. El último encuentro que dirigió en Primera División fue el Málaga Club de Fútbol - Getafe Club de Fútbol (0-1) el 19 de mayo de 2018.
Una vez finalizada la temporada 2023-24, anuncia se retirada como árbitro de campo. De cara a la siguiente temporada, se convierte en árbitro VAR.

## Temporadas
| Categoría            | País   | Año       |
| -------------------- | ------ | --------- |
| Segunda División "B" | España | 2005-2010 |
| Segunda División     | España | 2010-2016 |
| Primera División     | España | 2016-2018 |
| Segunda División     | España | 2018-2024 |